# 시흥시 을
시흥시 을은 대한민국의 국회의원 선거구이다. 경기도 시흥시의 일부 지역을 관할한다. 현직 국회의원은 더불어민주당의 조정식이다.

## 역사
제17대 국회의원 선거를 앞두고 시흥시 선거구가 갑, 을로 분구되면서 신설되었다.
제22대 국회의원 선거를 앞두고 시흥시 갑구의 인구 증가에 따라 능곡동이 갑구에서 을구의 구역으로 조정되었다.

## 관할 구역
| 대수      | 관할 구역                                                                                               |
| --------- | --- |
| 17대~19대 | 시흥시 군자동, 정왕본동, 정왕1동, 정왕2동, 정왕3동, 정왕4동                                             |
| 20대      | 시흥시 군자동, 월곶동, 정왕본동, 정왕1동, 정왕2동, 정왕3동, 정왕4동                                     |
| 21대      | 시흥시 군자동, 월곶동, 정왕본동, 정왕1동, 정왕2동, 정왕3동, 정왕4동, 배곧동                             |
| 22대~     | 시흥시 군자동, 정왕본동, 정왕1동, 정왕2동, 정왕3동, 정왕4동, 거북섬동, 배곧1동, 배곧2동, 능곡동, 월곶동 |

## 역대 국회의원
| 선거   | 정당 | 정당         | 의원   |
| ------ | ---- | ------------ | ------ |
| 2004년 |      | 열린우리당   | 조정식 |
| 2008년 |      | 통합민주당   | 조정식 |
| 2012년 |      | 민주통합당   | 조정식 |
| 2016년 |      | 더불어민주당 | 조정식 |
| 2020년 |      | 더불어민주당 | 조정식 |
| 2024년 |      | 더불어민주당 | 조정식 |

## 역대 선거 결과

### 대한민국 제17대 국회의원 선거
|  | 59.43% |

|  | 37.19% |

|  | 3.36% |

### 대한민국 제18대 국회의원 선거
|  | 51.13% |

|  | 41.42% |

|  | 5.79% |

|  | 1.64% |

### 대한민국 제19대 국회의원 선거
|  | 59.61% |

|  | 36.76% |

|  | 3.61% |

### 대한민국 제20대 국회의원 선거
|  | 47.02% |

|  | 29.60% |

|  | 23.37% |

### 대한민국 제21대 국회의원 선거
|  | 67.02% |

|  | 31.63% |

|  | 1.33% |

### 대한민국 제22대 국회의원 선거
|  | 56.53% |

|  | 39.56% |

|  | 3.89% |